# Vojtovce
Vojtovce – wieś na Słowacji położona w kraju preszowskim, w powiecie Stropkov. Pierwsze wzmianki o miejscowości pochodzą z roku 1408.
Według danych z dnia 31 grudnia 2012, wieś zamieszkiwało 109 osób, w tym 52 kobiety i 57 mężczyzn.
W 2001 roku rozkład populacji względem narodowości i przynależności etnicznej wyglądał następująco:
- Słowacy – 63,79%
- Rusini – 27,59%
- Ukraińcy – 6,9%

Ze względu na wyznawaną religię struktura mieszkańców kształtowała się w 2001 roku następująco:
- Katolicy rzymscy – 6,9%
- Grekokatolicy – 40,52%
- Prawosławni – 48,28%
- Ateiści – 2,59%
- Nie podano – 1,72%